# Argentera
Argentera é uma comuna italiana da região do Piemonte, província de Cuneo. Estende-se por uma área de 77 km² e em 2010 tinha 101 habitantes (densidade: 1,3 hab./km²). Faz fronteira com Acceglio, Canosio, Larche  (na França), Pietraporzio, Saint-Étienne-de-Tinée (na França).

## Demografia
| Variação demográfica do município entre 1861 e 2011 |
|                                                     |
| Fonte': Istituto Nazionale di Statistica (ISTAT)    |